# Onoarea pierdută a Katharinei Blum (film)

Angela Winkler (Katharina Blum), într-o scenă din film

 Onoarea pierdută a Katharinei Blum  (titlul original: în germană Die verlorene Ehre der Katharina Blum) este un film dramatic german, realizat în 1975 de regizorii Volker Schlöndorff și Margarethe von Trotta, 
după romanul omonim al scriitorului Heinrich Böll, protagoniști fiind actorii Angela Winkler, Mario Adorf, Jürgen Prochnow și Dieter Laser. 

## Conținut
Când menajera Katharina Blum se îndrăgostește de un presupus terorist, ea însăși devine ținta unei campanii de hărțuire de către procuror și de către jurnaliști. În disperare, tânăra pune mâna pe armă. Filmul surprinde atmosfera opresivă din RFG în timpul activ al RAF.

## Distribuție
- Angela Winkler – Katharina Blum
- Mario Adorf – comisarul Beizmenne
- Dieter Laser – Werner Tötges (ziaristul ucis)
- Jürgen Prochnow – Ludwig Götten
- Heinz Bennent – dr. Blorna, avocatul apărării
- Hannelore Hoger – Trude Blorna, soția acestuia
- Rolf Becker – procurorul Hach
- Harald Kuhlmann – Moeding
- Herbert Fux – Weninger
- Regine Lutz – Else Woltersheim
- Werner Eichhorn – Konrad Beiters
- Karl-Heinz Vosgerau – Sträubleder
- Angelika Hillebrecht – doamna Pletzer
- Horatius Haeberle – procurorul Dr. Korten
- Henry van Lyck – „Șeicul” Karl
- Leo Weisse – Schönner (fotograful ucis)
- Walter Gontermann – părintele Urbanus
- Hildegard Linden – Hedwig Plotten
- Stephanie Thoennessen – Claudia Stern
- Josephine Gierens – Hertha Scheumel
- Peter Franke – Dr. Heinen
- Achim Strietzel – Lüding

## Diferența față de originalul literar
Filmul are un început și un sfârșit diferit de romanul lui Böll. În roman naratorul introduce cititorul în povestea provenită din mai multe surse (procesele-verbale de audiere ale poliției, avocatul apărării dr. Blorna și procurorul Peter Hach), iar filmul începe cronologic odată cu sosirea lui Ludwig Göttens în locul unde la o petrecere o va întâlni pe Katharina Blum. În timp ce cartea se încheie cu trimiterea la închisoare a Katharinei Blum, filmul arată în final, înmormântarea jurnalistului împușcat. O ironie deosebită constă în faptul că în discursul funerar (scris de Heinrich Böll), șeful editurii care publică cotidianul „ZEITUNG” (în ro: Jurnalul), descrie actul lui Katharina Blum ca un „atac la libertatea presei” și explică faptul că astfel de atacuri trebuie în viitor să fie mai puternic contracarate.
Imaginea finală a filmului este un text-bloc care apare deasupra coroanei funerare a lui Tötges, text care face legătura între tema filmului și „jurnalismul galben” al publicației „ZEITUNG”, de practicile actualului tabloid german Bild-Zeitung. Acest text apare și la începutul cărții lui Heinrich Böll:
„Asemănările cu anumite practici jurnalistice nu sunt nici intenționate, nici accidentale, ci inevitabile.”
Heinrich Böll prefațează cartea sa cu un pasaj similar:
„Personajele și acțiunea acestei povestiri sunt inventate. Dacă din zugrăvirea unor practici ziaristice au reieșit cumva asemănări cu practicile ziarului „Bild-Zeitung”, aceste asemănări nu sunt nici intenționate, nici întâmplătoare, ci inevitabile.”

## Literatură
- Böll, Heinrich. Onoarea pierdută a Katharinei Blum sau Cum se iscă și unde poate duce violența. Tradus de Mariana Șora. București, 1978: Editura Univers, Colecția Globus. p. 144.